# Lemfocta
Lemfocta (łac. Diocesis Vamallensis) – stolica historycznej diecezji w Cesarstwie rzymskim, w prowincji Mauretania Sitifense, zlikwidowana w VII w. podczas ekspansji islamskiej, współcześnie w północnej Algierii. Obecnie katolickie biskupstwo tytularne.

## Biskupi
| Lp. | Biskup                           | Funkcja                                          | Od               | Do               |
| --- | -------------------------------- | ------------------------------------------------ | ---------------- | ---------------- |
| 1   | Lorenzo Rodolfo Guibord Lévesque | wikariusz apostolski San José de Amazonas (Peru) | 14 września 1967 | 9 maja 2007      |
| 2   | Justin Saw Min Thide             | biskup pomocniczy Rangun (Mjanma)                | 16 lipca 2007    | 24 stycznia 2009 |
| 3   | Jean Marie Prida Inthirath       | wikariusz apostolski Savannakhet (Laos)          | 9 stycznia 2010  |                  |